# Izolacja (biologia)
Izolacja - ograniczenie lub całkowity brak kontaktów między populacjami tego samego gatunku. Przyczyną izolacji są tzw. bariery ekologiczne lub geograficzne. Wyróżnia się:
- bariery geograficzne (wskutek występowania różnych przeszkód natury przestrzennej)
- bariery behawioralne (wynikające z odmiennych zachowań i preferencji osobników różnych populacji)
- bariery rozrodcze (uniemożliwiające krzyżowanie i wydawanie płodnego potomstwa - np. niedopasowanie narządów rozrodczych)

## Rodzaje izolacji
1. Izolacja prezygotyczna:
- izolacja geograficzna - polega na oddzieleniu przestrzennym populacji spowodowanym wystąpieniem bariery - np. morza, gór, rzeki. Po każdej stronie bariery gromadzą się inne mutacje, na skutek czego powstaje wiele podgatunków a nawet gatunków.
- izolacja siedliskowa (ekologiczna, przestrzenna) - populacje danego gatunku zasiedlają ten sam teren, lecz zajmują różne siedliska
- izolacja sezonowa (czasowa, fenologiczna) - organizmy zamieszkujące ten sam teren różnią się czasem rozrodu, porą kwietnienia, zatem nie dochodzi do mieszania się materiału genetycznego między tymi osobnikami.
- izolacja etologiczna - dotyczy gatunków zwierząt różniących się zachowaniami godowymi. Samice odczytują tylko sygnały godowe wysyłane przez samce swojego gatunku.
- izolacja mechaniczna (anatomiczno-morfologiczna) - wynika z niezgodności w budowie narządów rozrodczych.

2. Izolacja postzygotyczna - na skutek niezgodności materiału genetycznego komórki jajowej i plemnika zygota nie rozwija się lub rozwija się nieprawidłowo.
- Nieprzeżywanie zygoty.
- Niepłodność mieszańców (muły).
- Upośledzenie mieszańców lub śmierć zaraz po urodzeniu.

Długotrwała izolacja może doprowadzić do specjacji.